# Le colpe dei padri (Block)
Le colpe dei padri (titolo originale The Sins of the Fathers) è un romanzo poliziesco del 1976 dello scrittore statunitense Lawrence Block ed è anche il primo giallo della serie dedicata alle indagini del detective privato Matt Scudder.

## Trama
Matt Scudder, ex poliziotto del dipartimento di polizia di New York ed adesso investigatore privato atipico, ha un incontro informale al bar Armstrong con Cale Hanniford, imprenditore cinquantenne di Utica. La figlia di Hanniford, Wendy, è stata uccisa qualche giorno prima nel suo appartamento al Greenwich Village ed il caso per la polizia è chiuso: il coinquilino della ragazza, Richard Vanderpoel, era stato arrestato mentre correva per la strada sporco di sangue, quindi condotto in carcere, dove si era suicidato due giorni dopo il delitto.
Scudder non si considera un investigatore privato, dato che non ha una regolare licenza e non lavora sotto contratto; invece l'ex poliziotto preferisce definire le sue indagini come dei "favori" ricompensati con dei "regali". L'accordo verbale con Hanniford prevede che Scudder cerchi di scoprire che genere di vita conducesse Wendy a New York, con quali entrate riuscisse a pagare un affitto da 400 dollari al mese, e perché fosse stata uccisa.
Hanniford racconta anche che Wendy non era in realtà sua figlia naturale, ma era nata dal rapporto precedente della moglie con un marine morto durante la guerra di Corea prima della nascita di Wendy. Da tre anni la famiglia non aveva più notizie della ragazza: tutto era cambiato quando Wendy aveva improvvisamente abbandonato l'università poco prima di laurearsi, da quel momento i rapporti si erano limitati a poche cartoline inviate a casa.

## Edizioni
- Lawrence Block, Le colpe dei padri, traduzione di Maria Teresa Marenco, collana Giallo d'azione Mondadori n. 6, Mondadori, 1981,  pag. 160.

- Lawrence Block, Le colpe dei padri, traduzione di Nicoletta Brazzelli, collana Tascabili Immaginario, Fanucci, 2006,  pag. 183, ISBN 9788834711521.